# Zilele Turbinilor (film)
Zilele Turbinilor (în rusă Дни Турбиных) este un dramă regizat de Vladimir Basov[*] după un scenariu de Vladimir Basov[*]. A fost produs în Uniunea Republicilor Sovietice Socialiste de studiourile Mosfilm și a avut premiera în 1976. Este distribuit în România de Grup Media Litera. Coloana sonoră este compusă de Veniamin Efimovici Basner[*]. O serie de filmări au fost realizate la Kiev.
Filmul este bazat pe o piesă de teatru omonimă din 1955 de Mihail Bulgakov.

## Prezentare
Filmul are loc la Kiev, în iarna 1918-1919, în timpul Războiului Civil Rus. Prezintă viața familiei de ofițeri a Turbinilor care trebuie să facă diverse alegeri în timp ce puterea trece de la Hatmanat la Directorat, apoi de la Petliura la bolșevici.
Turbinii și cunoscuții lor trebuie să aleagă singuri de partea cui sunt. Colonelul Alexei Vasilievici Turbin și fratele său Nicolae rămân loiali Mișcării Albe și o apără cu curaj, fără să-și facă griji pentru viața lor. Soțul Elenei (née Turbin), Vladimir Talberg fuge rușinos din oraș împreună cu trupele germane în retragere. În acest moment tulburat, familia și prietenii apropiați se adună și sărbătoresc Anul Nou. O persoană ciudată și ușor ridicolă vine să le viziteze, o rudă îndepărtată a Turbinilor - Larion Surjanski (Lariosik).

## Distribuție
Rolurile principale au fost interpretate de actorii:

- Andrey Myagkov — Alexei Vasilievici Turbin
- Andrei Rostotsky — Nikolai Vasilievici Turbin
- Valentina Titova — Elena Talberg (née Turbin)
- Oleg Basilashvili — Vladimir Robertovici Talberg
- Vladimir Basov — Viktor Viktorovici Myshlaevsky
- Vasily Lanovoy — Leonid Yurievich Shervinsky
- Pyotr Shcherbakov — Alexander Bronislavovich Studzinsky
- Sergey Ivanov — Lariosik (Larion Larionovich Surzhansky)
- Viktor Chekmaryov — Vasily Ivanovich Lisovich
- Margarita Krinitsyna — Vanda, wife of Lisovich
- Vladimir Samoilov — Hetman Skoropadsky
- Gleb Strizhenov — General von Shratt
- Vadim Grachyov — von Doost
- Nikolay Smorchkov — First Officer
- Igor Bezyayev — Lieutenant Kopylov
- Mikhail Selyutin — third officer, lieutenant
- Fyodor Nikitin — Maxim
- Ivan Ryzhov — footman Fedor
- Dmitry Orlovsky — the postman
- Boryslav Brondukov — the Bolshevik agitator
- Leo Perfilov — city dweller